# Det blå ljuset
Det blå ljuset (tyska: Das blaue Licht) är en tysk dramafilm från 1932 i regi av Leni Riefenstahl, med Riefenstahl och Mathias Wieman i huvudrollerna. Den handlar om en kvinna som betraktas som en häxa och besitter en mystisk grotta full med kristaller, som lockar unga män från grannskapet i döden genom sin svåråtkomlighet. Filmen var Riefenstahls regidebut. Inspelningen ägde rum från juli till september 1931 i Italien och Schweiz.
Filmen visades i tävlan vid filmfestivalen i Venedig 1932. Den hade svensk premiär 11 december 1933. Amerikanska National Board of Review utsåg den 1934 till en av årets fem bästa utländska filmer.

## Medverkande
- Leni Riefenstahl som Junta
- Mathias Wieman som Vigo
- Beni Führer som Tonio
- Max Holzboer som värdshusvärden
- Franz Maldacea som Guzzi
- Martha Mair som Lucia, Tonios fru